# Canuto (cantor)
Canuto nome artístico de Deocleciano da Silva Paranhos (Rio de Janeiro, 1903 - Rio de Janeiro, 27 de novembro de 1932), foi um cantor, compositor, instrumentista de samba, lutador de boxe e lustrador de móveis.
Tendo um grande convívio em meios musicais como o Ponto Cem Réis em Vila Isabel, conviveu com Noel Rosa, Braguinha, Almirante e outros.
Embora não muito conhecido, atuou ativamente nos anos 1920. Um de seus maiores sucessos foi o samba “Vou à Penha rasgado”, interpretado na Festa da Penha na década de 1920. Em 1927, teve a canção “Canção antiga” gravada por Francisco Alves na Odeon. Em 1929, tocou tamborim na gravação do samba “Na Pavuna”, de Almirante e Homero Dornelas feita por Almirante e o Bando de Tangarás, a primeira em que se utilizou instrumentos de percussão em gravações.
Em 1930, seu samba “Não quero amor nem carinho” foi gravado na Parlophone por João Gabriel de Faria.  Em 1931, gravou os sambas “Eu agora fiquei mal”, de Noel Rosa e Antenor Gargalhada e “Esquecer e perdoar”, de sua autoria e Noel Rosa. Teve ainda o samba “Já não posso mais”, com Almirante, Puruca e Noel Rosa gravado pelo Bando de Tangarás com vocal de Almirante.

## Discografia
- ”Não julgues que é dor”
- ”Não quero/O amor é um buraco”
- ”Eu agora fiquei mal/Esquecer e perdoar”